# Angelo Giori

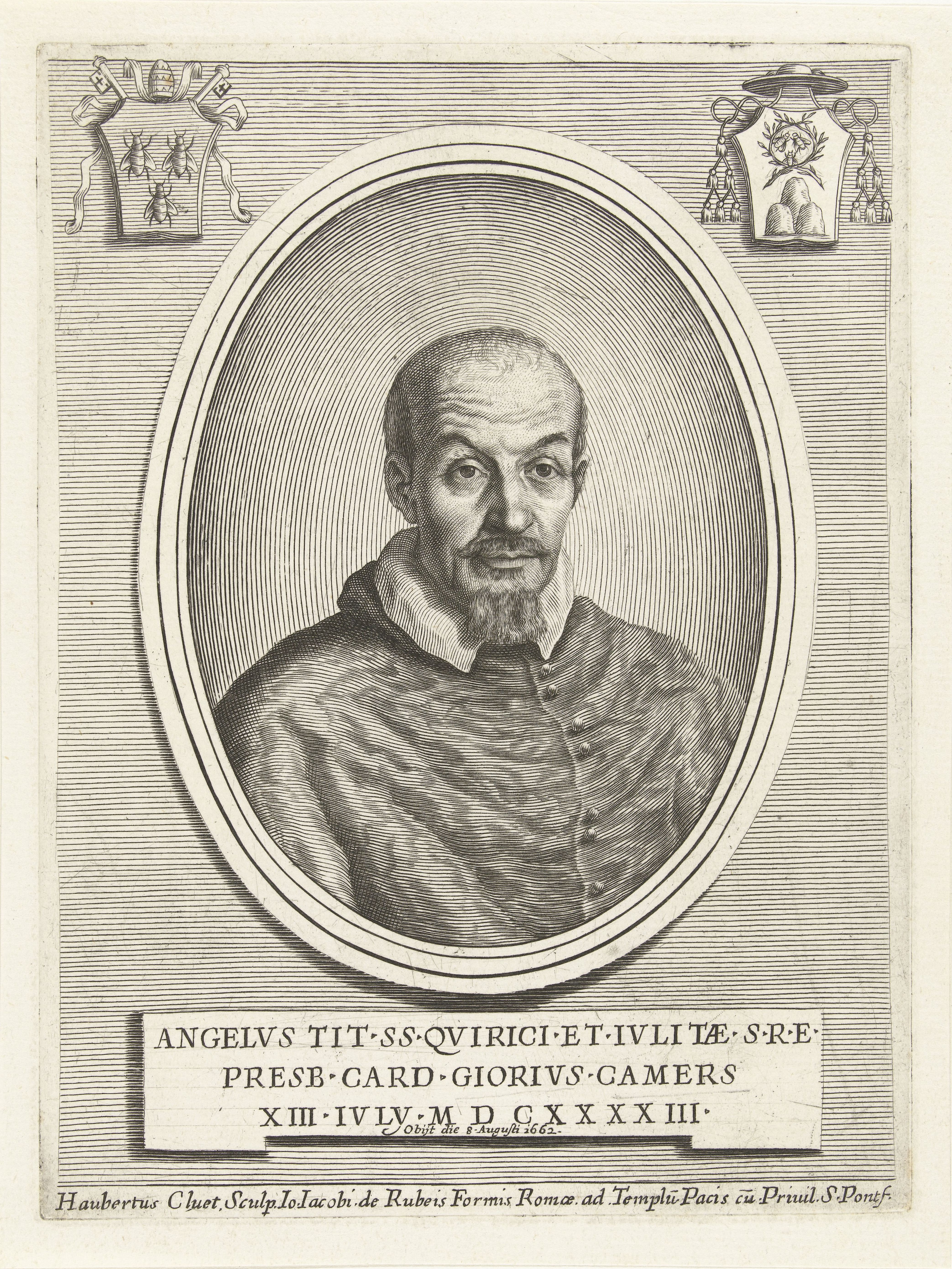
Angelo Kardinal Giori

Angelo Giori (* 11. Mai 1586 in Pieve Torina; † 8. August 1662 ebenda) war ein Kardinal der Römischen Kirche. Er stand über lange Jahre in den Diensten des Kardinals Maffeo Barberini, des späteren Papstes Urban VIII. Seine Erhebung in den Kardinalsstand erfolgte am Ende des Pontifikats von Urban VIII. aufgrund des über Jahren bestehenden Treueverhältnisses. Der aus einfachen Verhältnissen stammende Giori blieb unter seinen Kardinalskollegen allerdings stets ein Außenseiter.

## Leben
Angelo Giori wurde am 11. Mai 1586 als Sohn von Giovanni Francesco Giori und Polidora Polini geboren. Die Eltern entstammten einfachen Verhältnissen, über sie ist nichts Näheres bekannt. Angelo Giori studierte Grammatik in Camerinio, wo er Kindern auch Elementarunterricht erteilte. Dank eines bei dem Kardinal Maffeo Barberini als Kammerdiener arbeitenden Onkels erhielt auch er eine Anstellung als Hauslehrer im Hause der Barberini. Mit Unterstützung seines Onkels setzte er außerdem seine Studien fort. Er erwarb letztlich sogar ein Doktorgrad in kanonischem und zivilem Recht.
Nachdem Maffeo Barberini zum Papst Urban VIII. gewählt worden war, ernannte er Angelo Giori zu seinem persönlichen päpstlichen Kämmerer. Damit oblag Angelo Giori die Betreuung des alltäglichen Umfeldes des Papstes. Aufgrund der direkten Nähe zum Papst zählte Giori damit zu den einflussreichsten Personen an der Kurie. Urban VIII. betraute ihm außerdem sehr bald die Aufgabe eines altarista della basilica vaticana an. In dieser hatte er unter anderem die Messen zu begleiten und vorzubereiten. 1632 ernannte Urban VIII. ihn außerdem zum segretario dei memoriali, eine Funktion, in der sich Giori vor allem um die an den Papst gerichteten Bittschriften und Eingaben zu kümmern hatte. 1635 erfolgte die Ernennung zum maestro di camera, eine Position, in der Giori erheblichen Einfluss darauf hatte, welche Personen zum Papst vorgelassen wurden.
Das Einkommen, das Giori mittlerweile zukam, verwendete er zum Kauf eines Palazzos in seinem Geburtsort in den Marken. Angeblich soll sich auch Gianlorenzo Bernini dort gelegentlich aufgehalten haben und unter anderem ein Hofgemälde in Gioris Palast geschaffen haben. Dies ist auch deswegen denkbar, weil Urban VIII. ihn mit der kaufmännischen Aufsicht über eine Reihe von Kunstprojekten betraute. Dazu gehörte die Errichtung des päpstlichen Grabmals in der Apsis von St. Peter, das von Bernini ausgeführt wurde. Auch Giori selber betätigte sich als Kunstpatron. Er ließ von 1639 bis 1643 die Kirche Santa Maria in seinem Geburtsort restaurieren und mit Kapellen ausbauen, die zum Teil für seine Familie und seine eigene Begräbnisstätte eingerichtet worden. Am 13. Juli 1643 wurde Giori gemeinsam mit zwei weiteren Höflingen von Urban VIII., nämlich Fausto Poli und Francesco Adriano Ceva mit der Kardinalwürde ausgezeichnet und zum Priester geweiht. Ende August d. J. wurde er als Kardinalpriester von Santi Quirico e Giulitta installiert.
1644 starb Urban VIII., dies ging für Kardinal Giori mit einer erheblichen Änderung seiner höfischen Position einher. Aus dem höfischen Leben an der Kurie zog er sich weitgehend zurück. Giori widmete sich stattdessen diplomatischen Tätigkeiten im Interesse der Familie Barberini. Während viele Familienmitglieder der Barberini während des Pontifikats von Innozenz X. sich in Paris aufhielten, blieb Kardinal Giori in Rom und unterrichtete den in Paris lebenden Kardinal Francesco Barberini über die Entwicklung der Dinge in Rom. Kardinal Giori war es auch, der den Weiterbau des Grabmals von Urban VIII. vorantrieb. Er sorgte durch seine Verbindungen innerhalb der Kurie dafür, dass Papst Innozenz X. trotz aller Differenzen mit der Barberini-Familie der Enthüllung des Grabmals beiwohnte.

## Bedeutung von Angelo Giori innerhalb der Kurie
Über die intellektuellen Fähigkeiten von Giori haben sich seine Zeitgenossen stets abfällig geäußert. Der Aufsteiger aus einfachen Verhältnissen besaß nie Entscheidungsbefugnisse von politischer oder diplomatischer Tragweite. Gemeinsam mit den auf ähnliche Weise zum Kardinalshut gelangten Kardinälen Fausto Poli und Francesco Adriano Ceva wird er in der Berichterstattung seiner Zeitgenossen als gemein (im Sinne von einfach, gewöhnlich), geizig und unkultiviert beschrieben. Die Historikerin Carolin Behrmann, die sich ausführlicher mit diesem Kardinal beschäftigt hat, hielt fest, dass sich sein Wirken und sein Aufgabenbereich stets im informellen Bereich befand:

„Neutral sich geben und nach außen hin nicht zu sehr auffallen, mit demonstrativer Zurückhaltung und Treuebeweisen, aber immer in unmittelbarer Nähe der päpstlichen Macht präsent bleiben: Angelo Giori hatte auf den ihn stützenden Einfluss einer einzigen Familie, eines Patrons gesetzt. Der Erfolg war spektakulär und kometenhaft zugleich. Innerhalb der kurialen Führungszirkel blieb er bis an sein Lebensende ein misstrauisch beäugter Außenseiter – für den einfachen Aufsteiger aus der Provinz jedoch war es eine kometenhafte Laufbahn am höfischen Firmament.“